# Bartels-Langness
Bartels-Langness Handelsgesellschaft mbH & Co. KG eller Bela er en tysk dagligvarekoncern med hovedkvarter i Kiel, de har grossistvirksomhed og detailhandel med fødevarer. I 2019 havde de en omsætning på 5,325 mia. euro og i alt 18.000 ansatte. 
Virksomheden blev etableret i 1892 af bagermester Hermann D. Langness som et grossistbageri. I 1928 slog Langness sig sammen med grosserer Paul Bartels og Bartels-Langness AG var stiftet.

## Aktiver
Virksomhedens aktiver inkluderer: Storlagre i  Neumünster, Wittenhagen og Gleschendorf, tre grossistvarehuse, Backring Nord grossistbageri, CITTI-butikskæden, famila-Handelsmarkt-butikskæden, Steiskal bagerikæden, Futterhaus dyrefoder-kæden, Marketing und Convenience-Shop System grossistvirksomhed og P. Schneekloth Söhne vinimport.